# Geografia de les Illes Balears

Mapa insular de les Illes Balears. Les 8 illes balears més grans són (de major a menor) Mallorca, Menorca, Eivissa, Formentera, Cabrera, sa Dragonera, Espalmador i es Conills.

La geografia de l'arxipèlag de les Illes Balears comprèn Mallorca i les adjacents illes de Cabrera, l'illa dels Conills i la Dragonera i les més menudes de na Redona, na Plana i na Foradada; Menorca, amb les illes d'en Colom i l'Aire; i les Pitiüses (Eivissa, Formentera i les adjacents illes de Tagomago, Santa Eulària, Sa Conillera, S'Espardell, S'Espalmador, Es Vedrà, Es Bosc, Ses Bledes i Ses Margalides). En total el territori fa 4.492 km² i va des del nivell del mar fins a 1432 m d'altitud al Puig Major de la Serra de Tramuntana de Mallorca. Les coordenades geogràfiques estan entre els 40º5'48' i 38° 40′ 30″ de latitud N i entre 1° 12′ 47″ i 4º19' de longitud E. Eivissa està separada de la costa del País Valencià per només 75 km de mar, aquesta mateixa distància separa Mallorca d'Eivissa. La distància mínima que separa Mallorca de Menorca és de 35 km.

## Geografia física
L'arxipèlag està format per dos grans grups:
- les Gimnèsies: Menorca, Mallorca, Cabrera i els illots menors que les envolten (les Balears pròpiament dites en l'antigor).
- les Pitiüses: Eivissa, Formentera i els illots menors que les envolten.

| Localització de Mallorca   | Mallorca   | Mallorca      | Mallorca   |
| Localització de Menorca    | Menorca    | Menorca       | Menorca    |
| Localització d'Eivissa     | Eivissa    | Eivissa       | Eivissa    |
| Localització de Formentera | Formentera | Formentera    | Formentera |
| Localització de Cabrera    | Cabrera    | Sense bandera | Cabrera    |

### Superfície i longitud de costa
Les Illes Balears sumen una superfície total de 498.459,03 hectàrees, distribuïdes de la manera següent (veure la taula):
|        | Mallorca   | Menorca   | Eivissa   | Formentera | Cabrera  |
| Illa   | 361.919,02 | 69.181,35 | 56.843,78 | 8.038,39   | 1.142,00 |
| Illots | 335,47     | 290,68    | 332,64    | 211,4      | 164,33   |
| Total  | 362.254,48 | 69.472,02 | 57.176,41 | 8.249,79   | 1.306,33 |

La longitud de costa total és de 1.723,45 km, amb la distribució següent per illes, incloent-hi els seus illots:
| Mallorca | Menorca | Eivissa | Formentera | Cabrera |
| 783,05   | 432,51  | 334,04  | 115,20     | 58,65   |

### Relleu
Mallorca és una illa de la Mediterrània, la més gran de les Illes Balears[2]–per això també se l'anomena la Balear Major–, i és lloc d'origen dels mallorquins.
Pel gran pes demogràfic de la capital, Palma, l'illa es va dividir tradicionalment entre Ciutat i la Part Forana. La Part Forana és la ruralia, la terra situada fora de població. A Mallorca, es fa servir aquest terme per a denominar de forma global totes les poblacions que no són la capital, Palma.
L'arxipèlag balear es troba sobre un sòcol submarí separat de la costa del llevant de la península Ibèrica per un canal amb una fondària superior als 1000 m. Les illes tenen el seu origen en el geosinclinal profund on es varen dipositar materials del Secundari i del Terciari, que és el mateix que originà les serralades Bètiques.
El fet que a Menorca la sedimentació del burdigalià apareix horitzontal porta a pensar que Menorca va aparéixer abans que les altres illes de l'arxipèlag i per això només a Menorca es troben sediments del paleozoic, en canvi a les altres illes l'emersió es degué produir a partir de l'inici de l'era secundària. A Menorca també és l'únic territori de les Illes balears on apareixen, en part, sòls àcids. Mallorca presenta una morfologia molt variada en contrast amb la resta de l'arxipèlag.
- Mallorca està constituïda per dues serres de muntanyes, orientades de nord-est a sud-est i per una plana baixa, més o menys accidentada, situada entremig de les dues serralades. La Serra de Tramuntana està a la banda nord-oest de l'illa, té nombrosos cims de més de 1000 metres d'altitud, hi predomina el modelat càrstic. La Serra de Llevant, paral·lela a la costa, al sud-est de Mallorca és més baixa i de morfologia més suau, l'altitud màxima és al Puig de sa Talaia Freda de 561 m d'altitud. La plana central de Mallorca presenta pujols i baixes muntanyes on hi destaca el Puig de Randa amb 548 m.
- Menorca és una illa baixa, la màxima altitud és a la Muntanya del Toro amb només 358 m. El sud de l'illa de Menorca és calcari però el nord és àcid amb roques silícies.
- Eivissa és una illa calcària i muntanyosa els cims de la qual no són gaire elevats (Sa Talaiassa 475 m).
- Formentera també és calcària encara que més baixa (Sa Mola 192 m).

Vet aquí una llista de les illes amb una altitud màxima superior als cent metres:

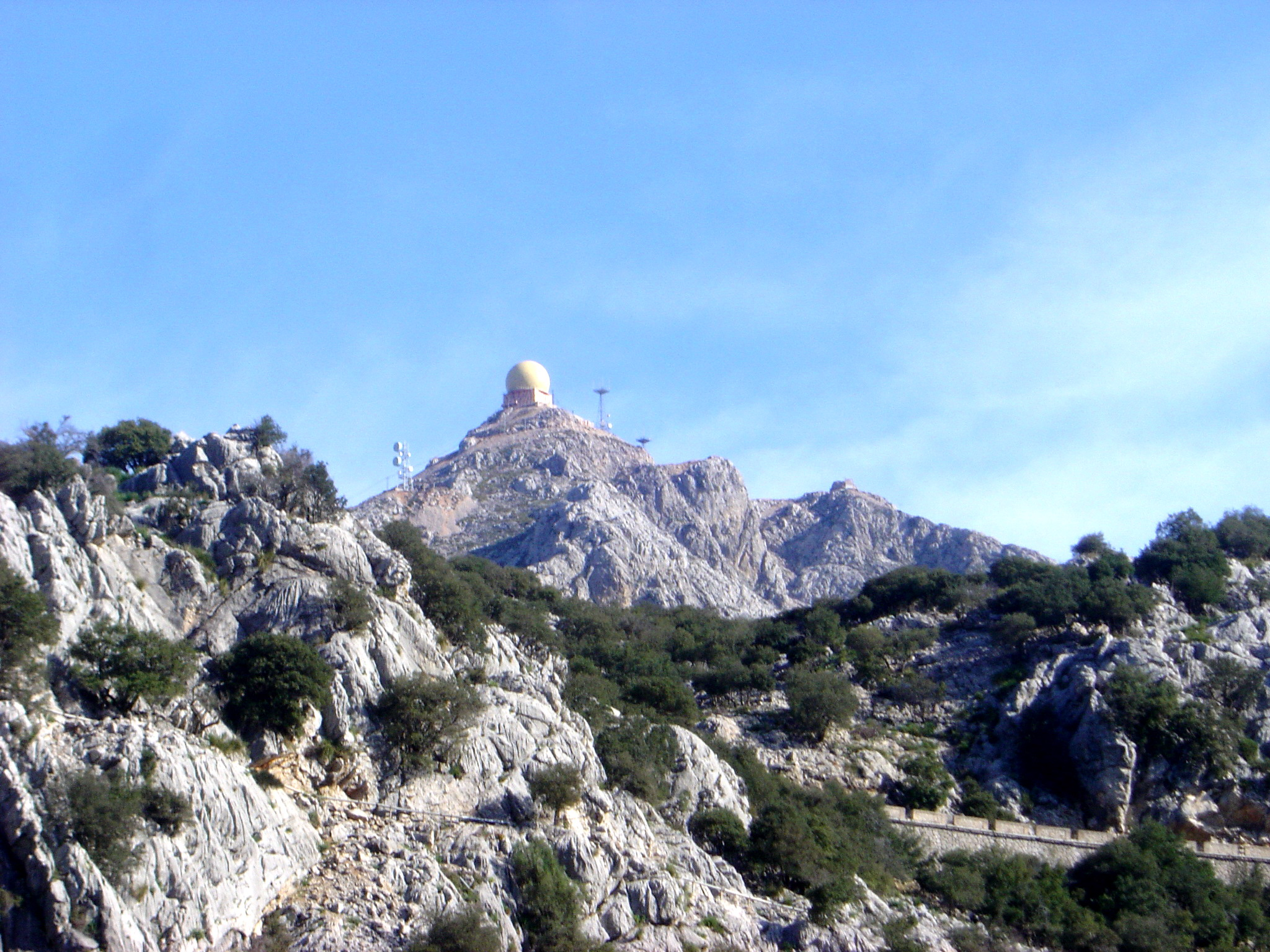
El Puig Major, a la Serra de Tramuntana de Mallorca, la muntanya més alta de l'illa

| Illa              | Cim                        | Altitud |
| ----------------- | -------------------------- | ------- |
| Mallorca          | Puig Major de Son Torrella | 1436    |
| Eivissa           | Talaia de Sant Josep       | 487     |
| el Vedrà          | Picatxo de Tramuntana      | 382     |
| la Dragonera      | na Pòpia                   | 352     |
| Menorca           | el Toro                    | 349     |
| Formentera        | la Talaiassa               | 194     |
| Cabrera           | na Picamosques             | 173     |
| el Vedranell      | Crestes del Vedranell      | 127     |
| Illa dels Conills | Alt del Blanquer           | 123     |
| Tagomago          | Puig de Tagomago           | 114     |
| el Colomer        | -                          | 113     |

### Aigües terrestres

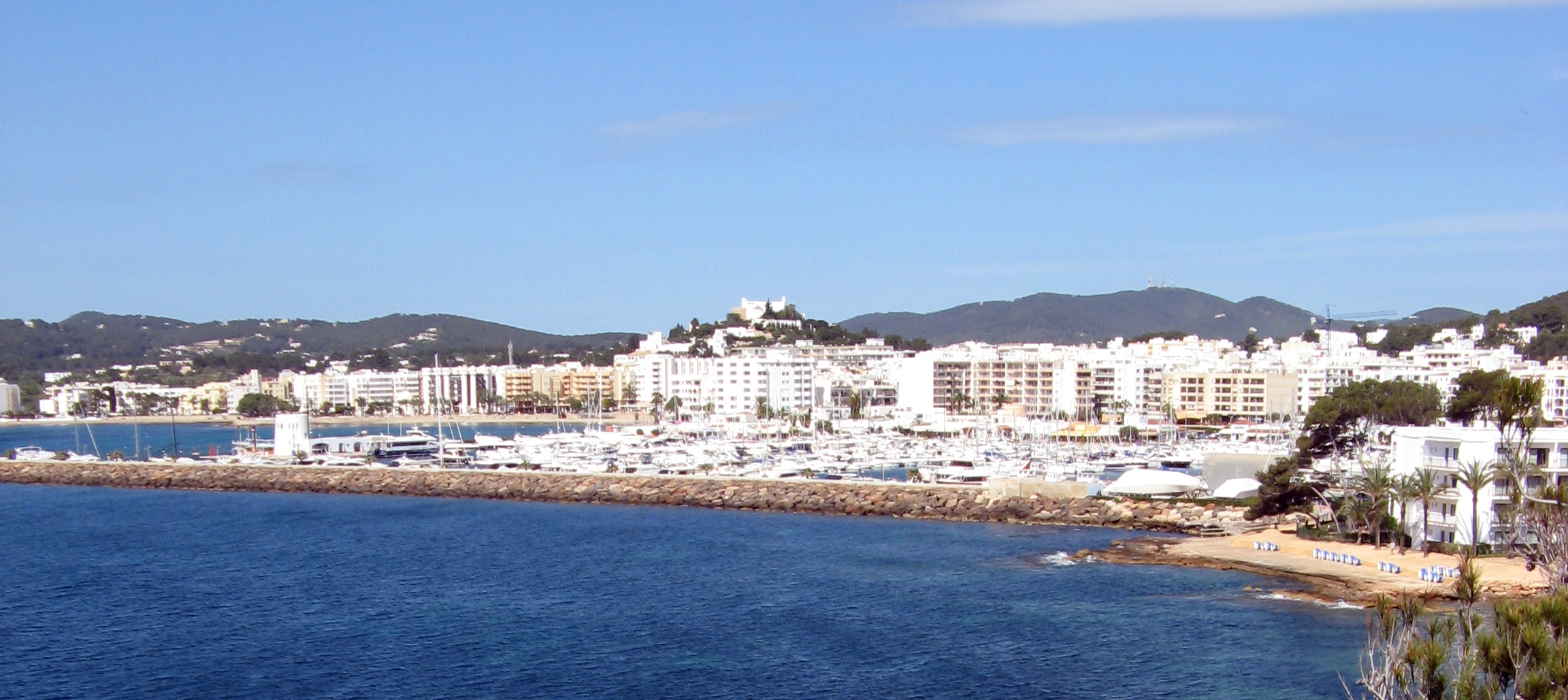
Port i població de Santa Eulària des Riu (Eivissa)

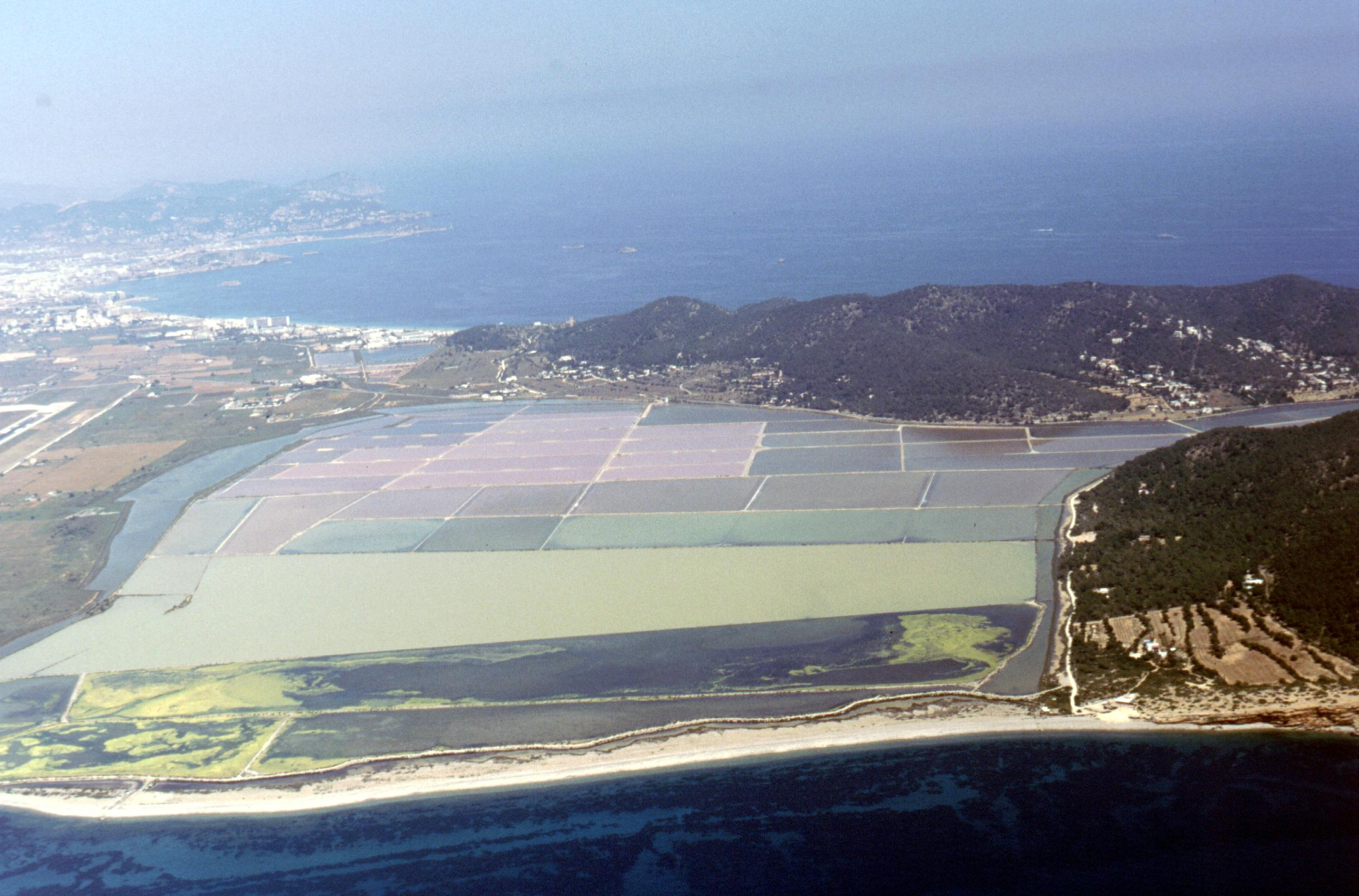
Parc natural de ses Salines (Eivissa).

L'únic riu de les Illes Balears, i de qualsevol illa de l'Estat Espanyol, és el riu de Santa Eulària a Eivissa. Aquest riu recorre part del nord de l'illa. Desemboca a la vila de Santa Eulària des Riu. Fins a mitjan segle xx portava aigua tot l'any però actualment es comporta com un torrent, ja que només hi circula aigua quan plou. De tota manera l'aigua hi circula, encara, de manera subterrània per la llera del riu. L'alimentació d'aquest riu és a través d'aigües subterrànies. Malgrat això és discutible que actualment se'l pugui anomenar "riu", ja que pràcticament no hi circula ja aigua per la superfície. La major part de l'illa d'Eivissa està formada per muntanyes calcàries, permeables, no gaire altes, per això la major part de l'illa forma un gran aqüífer, amb diverses fonts.
Formentera és una illa relativament petita amb muntanyes molt poc elevades i amb les precipitacions més escasses (uns 370 litres) de totes les illes Balears. A aquests característiques desfavorables s'hi afegeix una crostra calcària que obstaculitza la infiltració. Hi ha alguns torrents que només porten aigua després d'intenses precipitacions. Els pous es van salinitzar per sobreexplotació i des de 1995 l'aigua per a consum domèstic prové d'una planta dessaladora.
Les illes Balears són majoritàriament de litologia calcària, només part de Menorca és una excepció i, per tant, s'hi presenten els fenomes càrstics. Així La xarxa hidrogràfica de les illes tenen diverses conques (unes dotze a Mallorca). pel règim de pluges mediterrani la irregularitat pluviomètrica i d'emmagatzemament d'aigua és gran. la calcària afavoreix la infiltració de l'aigua. Per la mateixa raó són abundants les fonts càrstiques especialment al peu de la Serra de Tramuntana mentre als plans hi ha aigua freàtica subterrània a poca fondària i cursos subterranis com els de les coves de Manacor.

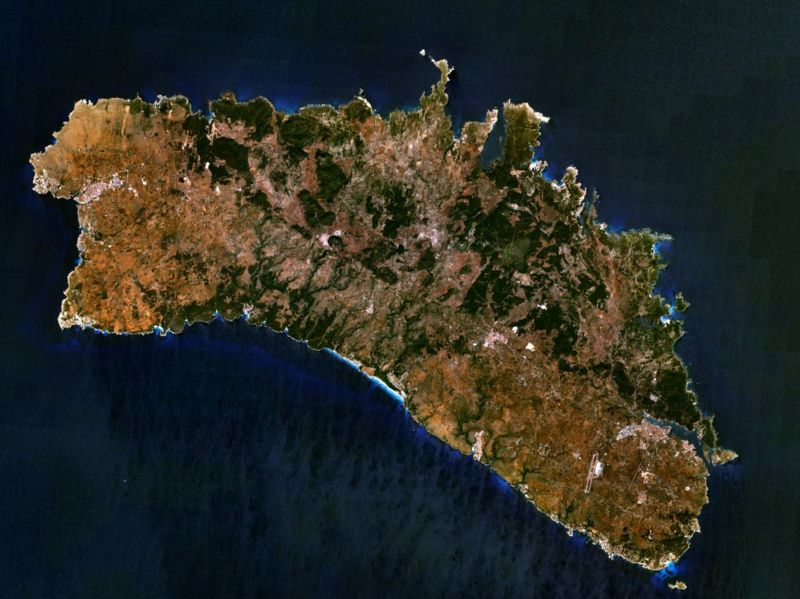
Vista satèl·lit de Menorca.

A Menorca per la seva constitució geològica no hi ha gaires aigües subterrànies, en canvi és l'illa on hi plou més (uns 650 litres anuals). Hi ha torrents de curs més ràpid al nord de l'illa i més suaus al sud. En aquesta part de l'illa hi ha barrancs oberts amb meandres alimentats per l'escolament de les aigües terrestres i per alguna entrada d'aigües del mar. Popularment se'ls anomena rius d'Algendar, de son Bou, des Gorg i de Trebalúger, aquesta aigua s'aprofita per regar horts. A la meitat nord de Menorca es poden utilitzar algunes aigües subterrànies, depenent de l'època geològica on s'han emmagatzemat. Per exemple les del Miocè resulten massa dures i salades per a beure però encara aptes per regar.

### Clima

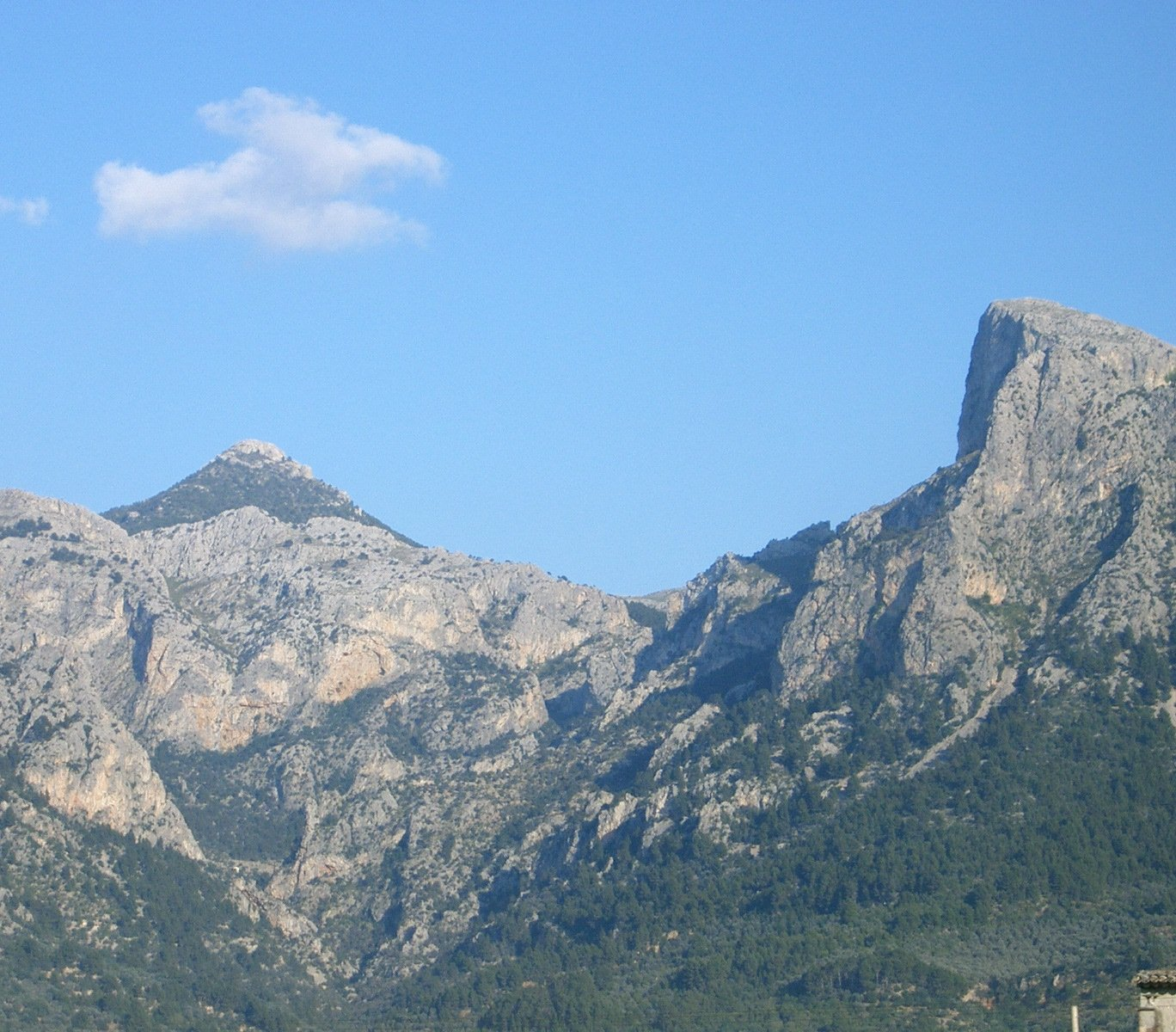
El Puig de l'Ofre i els Cornadors (Mallorca).

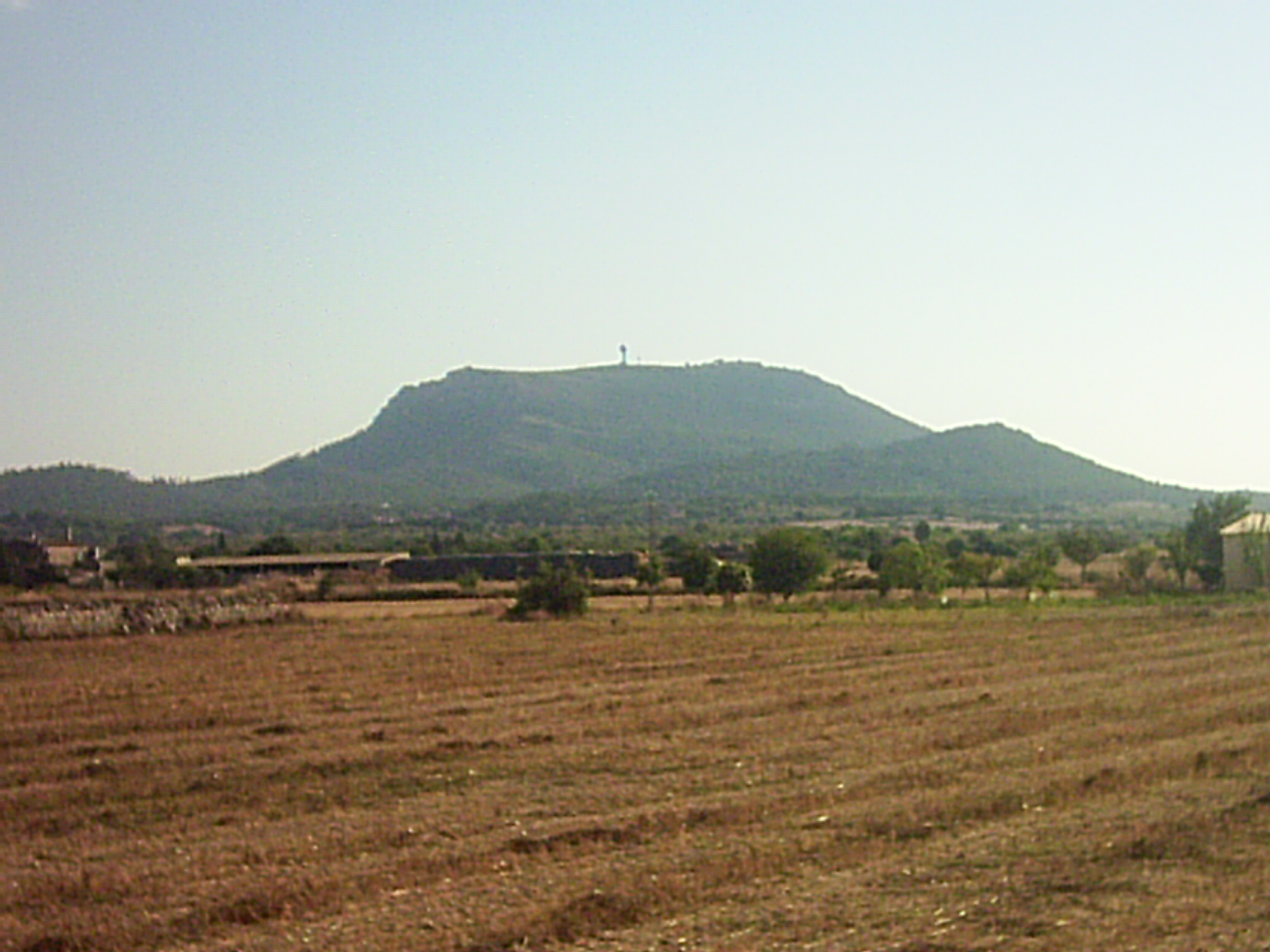
El Puig de Randa (Mallorca).

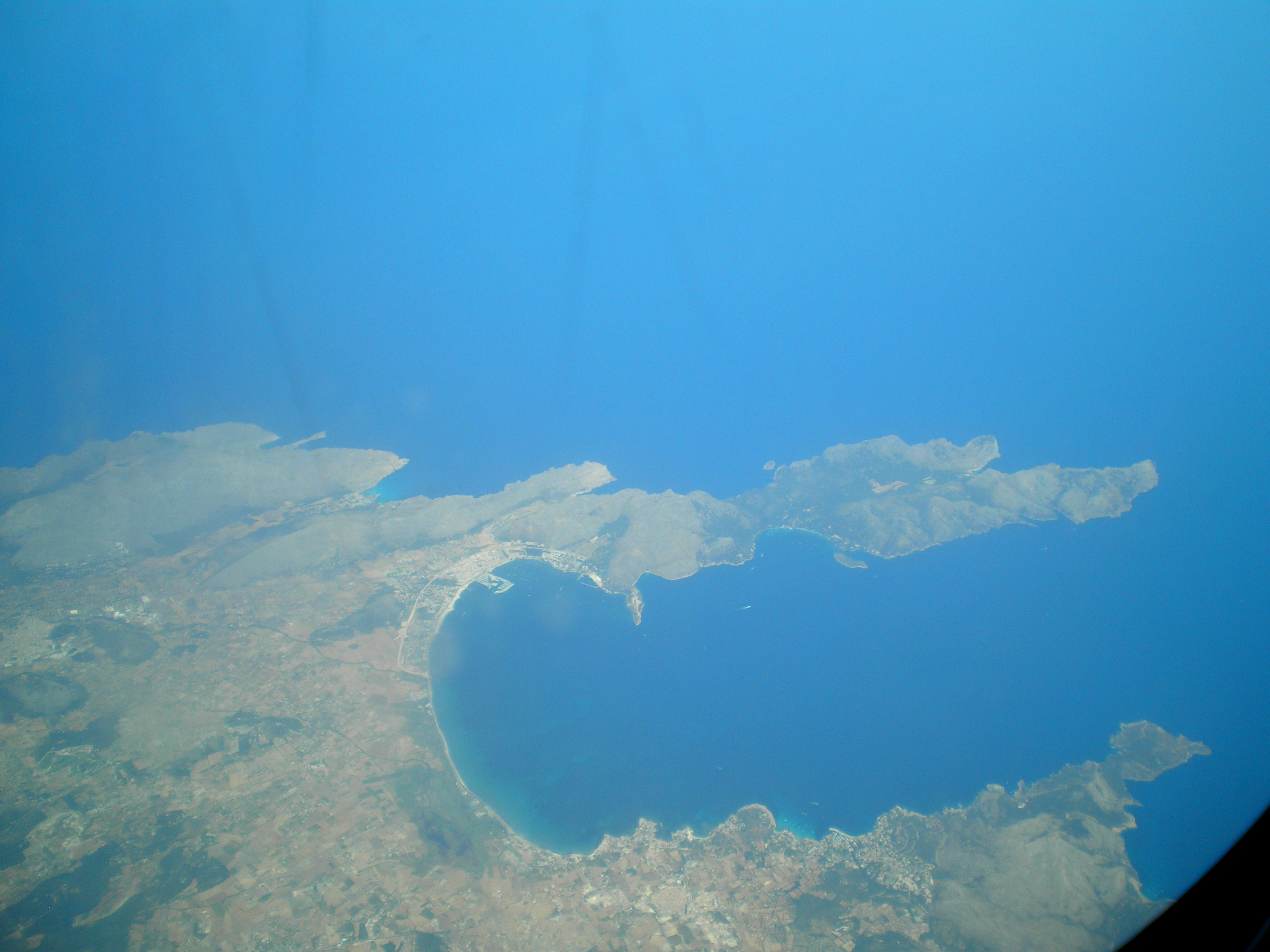
Cap de Formentor (Mallorca)

El clima de les Illes Balears és plenament del tipus mediterrani. En general és força similar al del País Valencià i, més concretament, la ciutat de Mallorca té un clima gairebé idèntic al de la ciutat de València.
La diferència de latitud entre les illes queda reflectit en la disminució de les precipitacions de nord a sud: Menorca 650 litres anuals, Mallorca uns 500, Eivissa uns 400 i Formentera uns 370. Es presenta el màxim pluviomètric a les muntanyes més altes (Serra de Tramuntana) que poden interceptar els fronts de pluja i fer-los ascendir i incrementar la precipitació. El règim pluviomètric és del tipus mediterrani sense excepcions tant si la precipitació no arriba als 400 litres com passa a Formentera com si ultrapassa els mil litres en alguns punts de la Serra de Tramuntana de Mallorca. La pluja és irregular d'un any a l'altre i també irregular per a un mes determinat. Els gran episodis de pluja ocorren normalment quan hi arriba el vent de llebeig i el vent de llevant, ja que ambdós estan carregats d'humitat en passar pel Mediterrani, també acostumen a ser molt intenses les precipitacions de tardor i ocasionar inundacions. Les pluges de tardor marquen el màxim anual, la pluja continua de manera més moderada als mesos d'hivern però a la primavera s'inicia un descens, que fa que aquesta sigui força seca, continua el descens fins a arribar al mínim de juliol que és extremadament sec, ja que només cobreix el 5% de l'evapotranspiració mensual. El dèficit pluviomètric mitjà anual respecte l'evapotranspiració oscil·la de nord a sud entre 300 i 500 litres.
També s'aprecia la disminució de les temperatures mitjanes anuals de sud cap a nord: Formentera 18 °C Maó 17 °C. La diferència entre el mes més càlid, juliol, i el mes més fred, gener, arriba a un valor de 15 °C que es força elevat si es compara amb els calors d'amplitud tèrmica de les illes oceàniques (9 °C d'amplitud tèrmica a Irlanda, per exemple) aquest és un tret generalitzat a tota la mediterrània i en part s'explica per la major variació anual de la temperatura de la Mediterrània respecte a la que té l'Atlàntic. Com és general a la Conca del Mediterrani la primavera resulta més freda que la tardor i l'estiu tèrmic dura quatre mesos (de Juny a Setembre). A l'estiu les Balears estan més exposades, que la resta dels Països Catalans, a algunes entrades d'aire càlid del nord d'Àfrica que fan elevar la temperatura de manera considerable
L'hivern a les Balears resulta relativament suau amb temperatures mitjanes mensuals per sobre dels 10 °C, tenint en compte que les temperatures mensuals per sota de 10 °C es consideren de tipus hivernal, en estar les Balears (just) per sobre d'aquest valor es podria dir que, de mitjana no existeix un veritable hivern tèrmic, tanmateix les Balears no estan lliures d'esporàdiques entrades d'aire fred que fan baixar les temperatures a nivells molt menors.

### Taula climàtica de Palma
| Mesos                     | gener | febrer | març | abril | maig | juny | juliol | agost | setembre | octubre | novembre | desembre | Anual |
| Temperatures mitjanes, ºС | 10,3  | 10,8   | 12,3 | 14,5  | 17,8 | 21,6 | 24,7   | 25,0  | 22,9     | 18,7    | 14,4     | 11,3     | 17,0  |
| Pluja, mm                 | 39,4  | 34,6   | 37,3 | 34,7  | 34,4 | 19,9 | 8,2    | 17,7  | 51,8     | 76,5    | 53,5     | 54,4     | 461,6 |
| ------------------------- | ----- | ------ | ---- | ----- | ---- | ---- | ------ | ----- | -------- | ------- | -------- | -------- | ----- |

### Flora

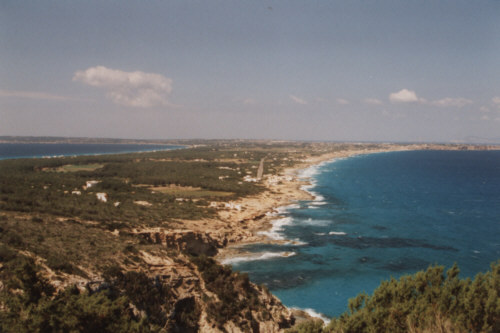
Imatge de Formentera des del mirador de la Mola.

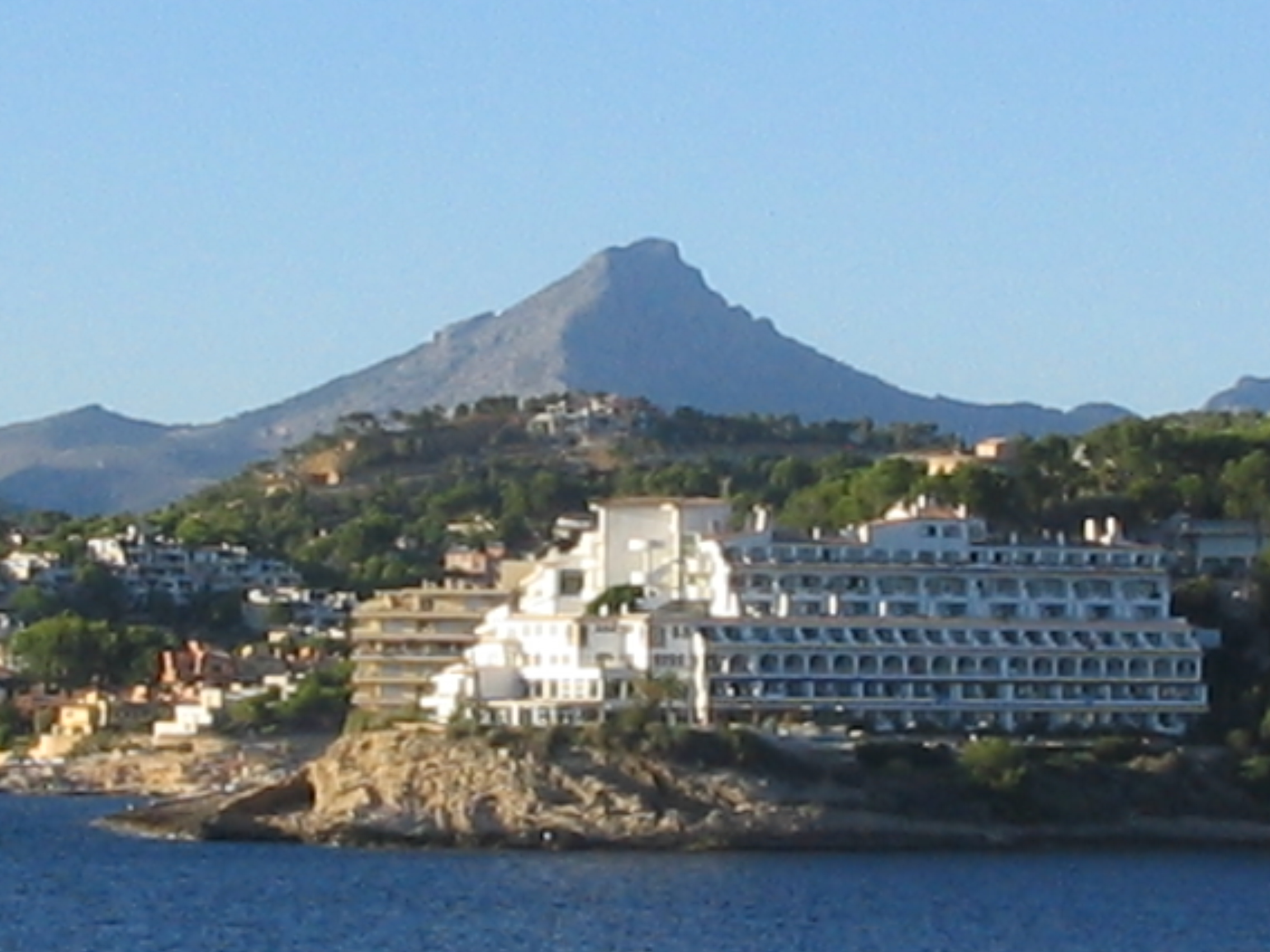
Vista de la badia de Santa Ponça amb el Puig de Galatzó al fons (Mallorca).

La vegetació de les Illes Balears té característiques netament mediterrànies des de la plana fins als cims més alts. Pel que fa a la flora comprèn unes 1.300 espècies de plantes vasculars de les quals el 65% són d'àrea mediterrània amb un percentatge de tàxons endèmics del 3,4% mentre que les plantes de distribució medioeuropea representen menys del 5% del total de plantes A les Balears pràcticament no hi ha espècies caducifòlies, els roures que hi creixen es creu que no són autòctons sinó d'origen antròpic.
La vegetació actual té un 33% de conreus i un 45% de terreny forestal essents dominants les successions secundàries com són les pinedes de pi blanc (Pinus halepensis) i les màquies i garrigues. La vegetació potencial a la Serra de Tramuntana de Mallorca per sobre dels 1.100-1.200 m d'altitud és u tipus Teucrium subspinosi amb l'eixorba-rates blanc.
A Mallorca i Menorca potencialment el territori estaria ocupat per Cyclamini-Quercetum ilicis amb pa porcí i alzina, mentre que en llocs una mica salinitzat pel vent de tramuntana s'hi fan claps de Prasio Oleetum (ullastrar menorquí).
El domini de vegetació Cnero-ceratonietum és una màquia amb olivella i garrofer a més d'altres plantes.
Finalment el domini Cneoro-Pistacietum amb olivella i mata mentre que el tipus Rosmarino-Ericion conté romer, xiprell, etc., acompanyats de pi blanc i savina (Juniperus phoenicia var. lycia).

### Fauna
Entre la fauna antiga ja extinta, el Myotragus balearicus va arribar a conviure amb l'home i a ser, com a mínim semidomesticat. El darrer vell marí fou abatut a trets l'any 1958. L'àguila reial va desaparèixer a finals del segle xx.
Espècies interessants d'amfibis són el calàpet (Bufo viridis balearica), que és una subespècie endèmica, i l'emblemàtic ferreret (Alytes muletensis), que és una espècie endèmica amb un descobriment d'història apassionant.
D'ocells n'hi ha unes 300 espècies de les quals unes 130 són migradores. Entre les aus de mida gran que només es troben a la Serra de Tramuntana o hi tenen la seva localitat més important, destaquen el voltor negre, (Aegypius monachus) la milana (Milvus milvus) el falcó marí (Falco eleonorae) l'àguila pescadora (Pandion haliaetus) o el corb (Corvus corax)
Cal fer esment a una espècie endèmica com és la baldriga pufí baleàrica.
Entre els mamífers destaca l'absència de l'esquirol. La majoria de mamífers són de distribució europea però l'eriçó (Erinaceus albirus) és d'origen africà.
La fauna de Formentera és més pobra que la de la resta de les illes poblades de les Balears però també té endemismes.

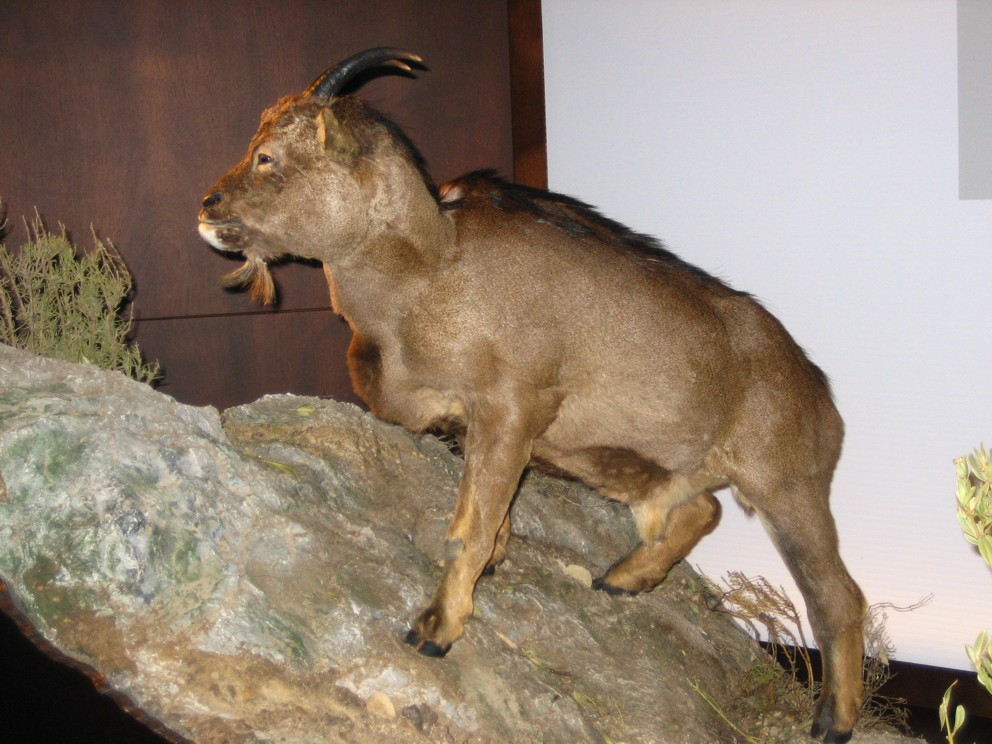
Reconstrucció de Myotragis balearicus

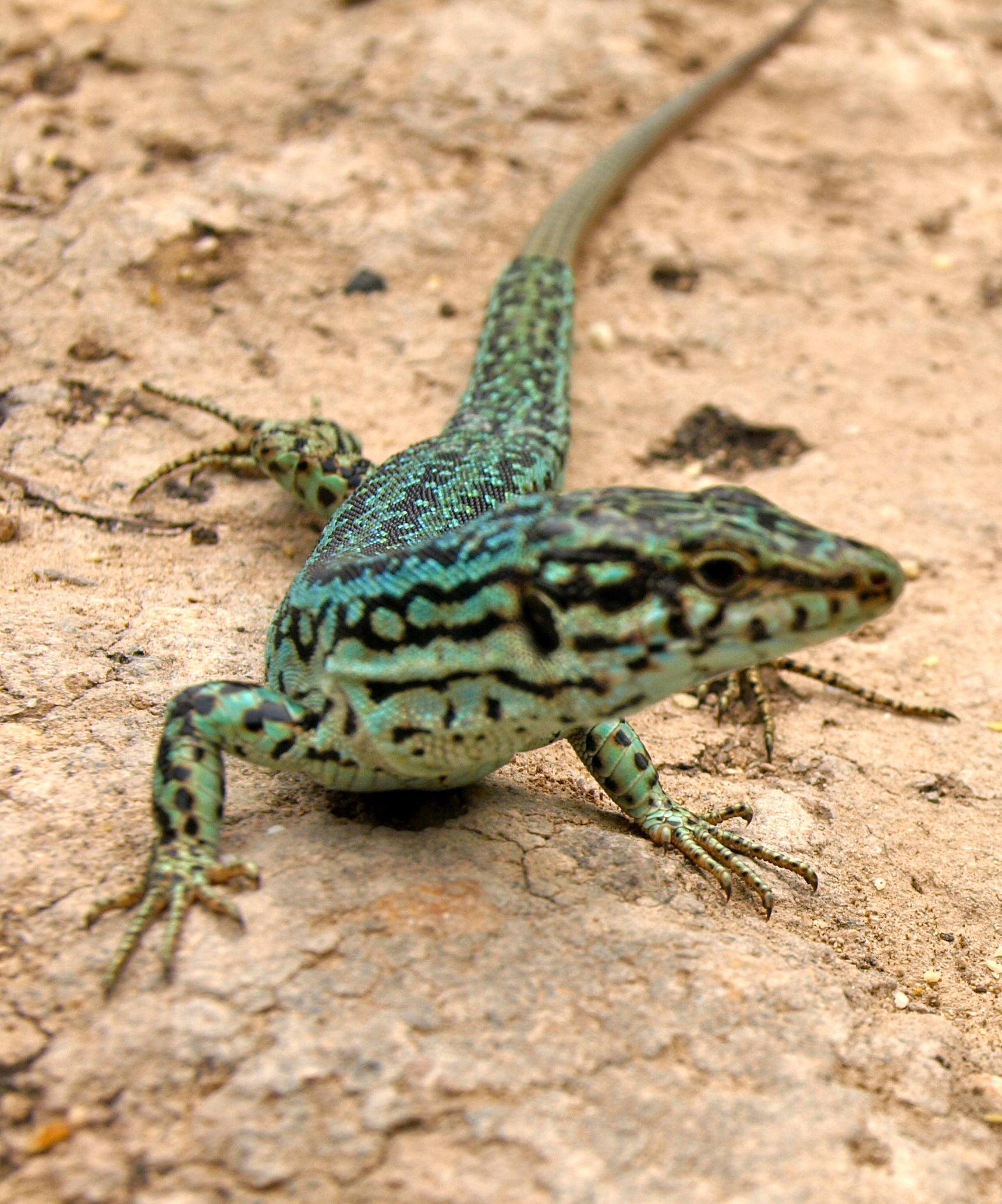
Sargantana de les Pitiüses

La fauna de les Illes Balears destaca per un gran nombre d'endemismes. Hi ha uns dos-cents trenta endemismes animals catalogats (fins a l'any 2000), el 99% són invertebrats. Entre els rèptils endèmics destaquen les sargantanes, com la sargantana balear i la sargantana de les Pitiüses, també destaquen les poblacions balears de la tortuga mediterrània, la tortuga d'estany, la serp blanca i la serp d'aigua. Entre les aus destaca la colònia mallorquina del voltor negre i l'àguila peixatera. Entre els mamífers destaca l'absència del porc senglar però hi és present la marta.
No cal dir que la informació existent no és la mateixa per a cada tàxon. Els vertebrats són els més ben estudiats. Els invertebrats tenen grups sencers dels quals es té molt poca informació. En el passat, la fauna de les Gimnèsies i de les Pitiüses era ben diferent. Sembla, que llevat de les espècies voladores (aus, ratespinyades i insectes voladors), no compartien quasi cap espècies terrestre. Diferents comunitats vegetals, diferents herbívors, diferents carnívors.
Un dels grans esdeveniments faunístics a les illes, relativament recent, ha estat la desaparició de tota una fauna de mamífers insulars endèmica.
Durant el Plio-Quaternari es desenvolupà a les Gimnèsies peculiar fauna terrestre:
- Myotragus: espècies amb aparença de cabra, encara que estan poc emparentades amb elles
- Eliomys morpheus: la rata cellarda autòctona, un rosegador
- Soriculus hidalgoi: la musaranya autòctona, un insectívor

L'arribada de l'home a les illes va conduir a la desaparició d'aquesta fauna (s'han trobat ossos en les excavacions dels poblats talaiòtics)
A les Pitiüses, a partir del Plistocè superior, la fauna es troba desproveïda de mamífers terrestres i d'amfibis. Però és una fauna molt rica en ocells. Algunes desaparicions es van donar just en les primeres albors de presència humana (les darreres evidències de la seva presència són de fa uns 6600 anys):
- Haliaeetus albicilla: l'àguila marina
- Anser sp.: l'oca d'Eivissa

### Sòls
El sòl de les Balears és un sòl jove poc evolucionat i, per tant, relativament prim especialment a les àrees de relleu accidentat com són les Serres de Tramuntana, de Llevant i les zones muntanyoses d'Eivissa. Es tracta d'un sòl calcari amb dolomia i marga de reacció bàsica. A la zona del nord de Menorca, en canvi, hi abunden els materials silicis que tenen una reacció àcida. Les condicions climàtiques actuals no en permeten una major evolució. Les calices i les dolomies s'alteren més lentament i no afavoreixen el desenvolupament de sòls profunds. A l'est de Mallorca hi ha sòls del tipus leptosòl i arenosòl que són sòls prims i d'estructura sorrenca amb perill d'erosió si no es prenen mesures.
A les parts més planeres de les illes es pot formar un sòl més evolucionat com passa a Es Raiguer, Sa Pobla, Muro i es Pla de Sant Jordi, a Mallorca.
El sòl menys evolucionat es troba en zones humides com s'Albufera d'Alcúdia o es Salobrar de Campos, a Mallorca; ses Salines, a Eivissa i Formentera; es Grau, a Menorca. i també a les illes petites deshabitades.

### Paleogeografia

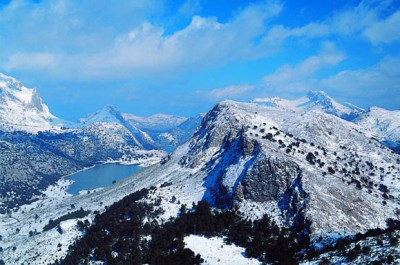
Serra de Tramuntana

L'origen geològic de les Illes Balears, exceptuant part de Menorca, ha de ser entès com una continuació al mar de les serralades Bètiques. Al secundari es van acumulant al mar sediments procedents del massís hespèric al geosinclinal bètico-rifeny, que són aixecats i elevats durant el plegament alpí. Així, Mallorca i les Pitiüses presenten clarament una disposició SO-NE. A més, les muntanyes d'ambdues illes s'encavalquen en aquesta mateixa direcció i presenten gran multitud de materials secundaris, especialment calcaris. Aquests materials calcaris són responsables del modelat càrstic de les serres mallorquines i de gairebé tota Eivissa, amb canons i importants coves i aqüífers. Posteriorment, entre el Terciari i el Quaternari, apareixen per sedimentació els plans, tant Es Pla de Mallorca com els altres petits plans de les dues illes. L'origen geològic de Menorca és discutit. Menorca s'ha de dividir en dues parts, Tramuntana i Migjorn, on la part de Tramuntana està formada per materials primaris i el Migjorn per materials secundaris i terciaris igual que Mallorca i les Pitiüses. Alguns geòlegs lliguen la Tramuntana menorquina a les serralades litorals catalanes, si bé hi ha altres hipòtesis i encara no hi ha conclusions clares. El fet que la Tramuntana menorquina estigui formada per materials primaris explica el seu litoral desigual, que alterna grans caps amb grans ports naturals. Al Terciari es forma Formentera, formada essencialment per dos massissos de sediments (Cap de Barbaria i la Mola) units per un cordó de dunes litificat.
Al Quaternari Gimnèsies i Pitiüses han tingut una història geogràfica diferent. Durant les glaciacions del quaternari, degut a l'acumulació de l'aigua en forma de glaç en els casquets polars i a les grans serralades, mars i oceans van baixar de nivell. Això va donar que s'unissin Menorca i Mallorca per un cantó, i Eivissa i Formentera per l'altre. Totes les faunes i flores aleshores es van barrejar però entre la Gran Gimnèsia i la Gran Pitiüsa no va ser així perquè va romandre un canal marí de més de 70 km, infranquejable per la fauna terrestre.
La menor mida de la Gran Gimnèsia (2000 km²) i un clima més àrid (300 mm) va provocar l'extinció de la fauna terrestre i la manca de poblaments vegetals arboris notables.

## Geografia humana

### Població
L'any 2008 les balears van arribar a 1.072.844 habitants
Des de 1900 a 2006 ha passat d'una població de 311.649 a una altra de 1.001.162
Històricament a Eivissa, al contrari de la resta de les Balears la població havia estat de caràcter dispers
Menorca va tenir un creixement extraordinari durant el segle xviii, ja que passà de 16.000 habitants els 1723 a 38.000 el 1838 gràcies a les condicions polítiques i econòmiques auge comercial quan l'illa era part de l'Imperi Britànic.
En els darrers 50 anys s'observen quatre períodes demogràfics:
- 1960-70 augment demogràfic.
- 1973 davallada de la natalitat (general a l'Estat Espanyol).
- 1981-96/1986-1991 recessió per descens de migració i davallada de la natalitat.
- 1991-2009 creixement demogràfic per augment de la migració i augment de la natalitat

Els immigrants provenen sobretot d'Andalusia, Castella-La Manxa i Catalunya. Darrerament també hi ha residents comunitaris europeus, alemanys i britànics principalment.
En el cens del 2001 consten 67 municipis a les Illes Balears, però 8 municipis agrupen les dues terceres parts de la població total: Calvià, Inca, Llucmajor, Manacor i Palma (amb el 40% de la població total de les Balears); Ciutadella i Maó Vila d'Eivissa.
El 79% de la població total resideix a Mallorca, el 9% a Menorca, l'11% a Eivissa i el 0,8% a Formentera. En total el 91% tenien la nacionalitat espanyola amb un 3% estrangers d'origen no comunitari.

### Geografia econòmica
Els principals sectors econòmics de les Balears són el turisme i la construcció. A continuació apareixen els sectors industrials: pell, calçat, mobles, ceràmica, perles cultivades, joieria, bijuteria i el sector primari: agricultura, ramaderia, pesca, mineria. El turisme es presenta de manera desconcentrada a totes les illes, Calvià és el municipi balear amb més oferta hotelera. L'any 2009 es va sentir la crisi econòmica amb un descens en ingressos per turisme al primer semestre del 3%.
L'any 2008 la distribució econòmica (VAB, valor afegit brut) per sectors econòmics era: Mallorca 79,5%, Pitiuses 12,2% i Menorca 8,3%
- Primari 1,6%
- Energia i indústria 6,4%
- Construcció 11,4%
- Serveis 80,6% (engloba turisme, transports, etc.)